# Grzebień (film)
Grzebień (The Comb/ From the Museums of Sleep) – animacja braci Quay z 1990 roku, oparta na wątkach twórczości Roberta Walsera.